# Pandan (Catanduanes)
Pour les articles homonymes, voir Pandan.
Pandan est une municipalité de l'est des Philippines située tout au nord de la province de Catanduanes, sur l'île du même nom.

## Histoire
En 1948, le sud-ouest de la municipalité (qui constituait à l'origine une entité indépendante) en a été à nouveau séparé pour former la municipalité de Caramoran.

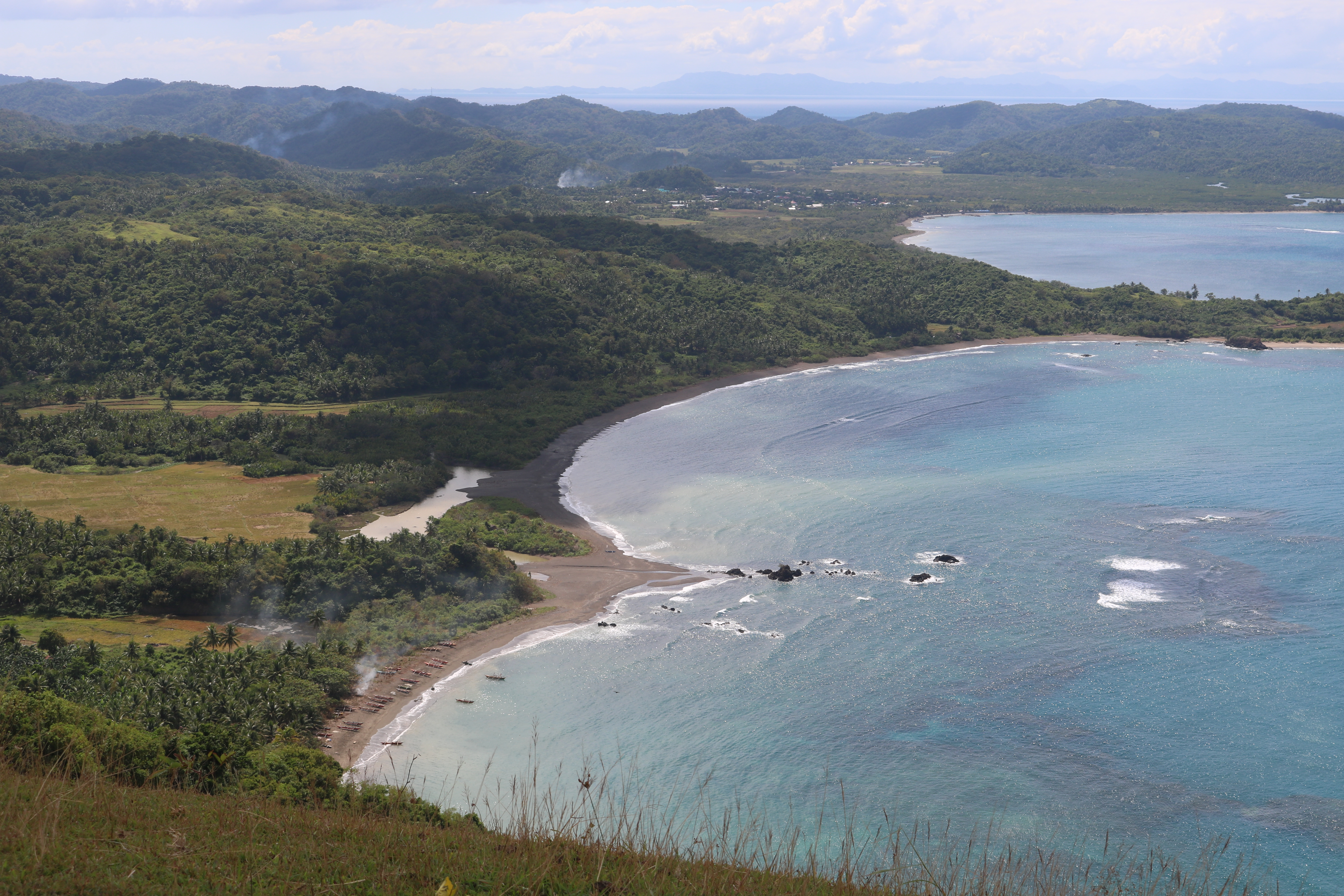
Vue de la côte dans le barangay d'Hiyop.

## Barangays
La municipalité est divisée en 26 barangays (districts) :
- Bagawang
- Balagñonan
- Baldoc
- Canlubi
- Catamban
- Cobo
- Hiyop
- Libod (Pob.)
- Lourdes
- Lumabao
- Marambong
- Napo (Pob.)
- Oga
- Pandan del Norte (Pob.)
- Pandan del Sur (Pob.)
- Panuto
- Porot (San Jose)
- Salvacion (Tariwara)
- San Andres (Dinungsuran)
- San Isidro (Langob)
- San Rafael (Bogtong)
- San Roque
- Santa Cruz (Catagbacan)
- Tabugoc
- Tokio
- Wagdas

## Personnalités
- Mgr José Tomás Sánchez, cardinal, préfet de la congrégation pour le clergé